# شرم (فیلم ۱۹۶۸)
شرم (به سوئدی: Skammen) نام یک فیلم سوئدی درام ساختهٔ ارنست اینگمار برگمن کارگردان سوئدی محصول سال ۱۹۶۸ و با بازی لیو اولمان است. این فیلم در سایت imdb توانسته نمره‌ی ۸/۰ را کسب کند.

## داستان فیلم
اوا (اولمان) و «یان» (فون سیدو) «رزنبرگ» ویولن‌نوازان سابق اکنون در جزیره‌ای مزرعه‌داری می‌کنند، در حالی که سایه تهدیدگر جنگ به آنان نزدیک می‌شود. هنگامی که چتربازان دشمن نزدیک محل سکونت آنان فرود می‌آیند، ناخواسته تن به شرکت در یک گفتگو با مهاجمان می‌دهند که متعاقباً از تلویزیون دشمن پخش می‌شود. مقامات محلی آنان را همراه گروهی دیگر به جرم خیانت احضار می‌کنند اما دوست‌شان، «سرهنگ یاکوبی» (بیورنستراند) ترتیب آزادی‌شان را می‌دهد. این مقدمه دیدارهای مکرر «یاکوبی» از خانه آنان می‌شود و آرام‌آرام آشکار می‌شود که «یاکوبی» به «اوا» توجه دارد. «یان» که از این‌ماجرا به خشم آمده، باعث می‌شود گروهی پارتیزان مهاجم «یاکوبی» را بکشند و خانه را بسوزانند. «یان» با پولی که «یاکوبی» برای‌شان گذاشته بود، راه می‌افتد تا به قایقی که عازم سرزمین اصلی کشور است برسد و «اوا» نیز دنبالش می‌رود. روی آب موتور قایق از کار می‌افتد و آنان میان انبوهی از اجساد شناور، بلاتکلیف می‌مانند...

## دربارهٔ فیلم
شرم ظاهراً در قیاس با دیگر فیلم‌های برگمان، صراحت غیرمنتظره‌ای در طرح مسائل اجتماعی نشان می‌دهد. اما در واقع این صرفاً بیانیه‌ای علیه جنگ نیست، بلکه بررسی تیزبینانه‌ای است از وضعیت روحی شخصیت‌هائی که غائله بیرون، صرفاً کشمکش‌های درونی‌شان را دامن می‌زند و به سطح می‌آورد. همین عامل تمایز شرم است و آنان را مثل پرسونا (ساخته دیگر برگمان، ۱۹۶۶) به تفسیری بر رابطه تنگاتنگ رنج فردی و رنج عمومی انسان‌ها بدل می‌کند. برگمان در کارگردانی صحنه‌های دهشت‌بار خشونت فیزیکی و عواقبش استادی حیرت‌آوری نشان می‌دهد و هم‌زمان، مثل همیشه بازی‌های درخشانی از اولمان و فون سیدو می‌گیرد.